# 大角岑生
大角岑生（日语：／ Ōsumi Mineo，1876年5月1日—1941年2月5日）海軍大將，日本海軍大臣，男爵。大角岑生在中國視察時墜機殞命，是日本在中日戰爭中陣亡官階最高的海軍將領之一。中國方面認為其是被中国軍隊擊落飛機而斃命的，若按此說法，則其應該為抗日战争期间被中国军队击毙生前军衔最高的日军将领。

## 早年生活
大角岑生於1876年5月1日生於愛知縣三宅村（現稻澤市平和町），原籍高知。幼名親一，愛知第一中學（現愛知縣立旭丘高等學校）畢業後進入攻玉社（海軍兵學校予備校），再進入海軍兵學校。1897年畢業，在第24期畢業生中排名第3位。
大角海軍少尉候補生參加了護衛艦比叡號的遠洋訓練後，先後服役於嚴島號防護巡洋艦，以及八島號戰艦，大角在尉官時代先後服役於千代田號防護巡洋艦，吾妻號裝甲巡洋艦，橫須賀海兵團，與淺間號裝甲巡洋艦。1902年任加護巡洋艦濟遠艦航海長，日俄戰爭時轉任松島號防護巡洋艦航海長，並在第三次旅順口閉塞作戰時，指揮釜山丸的沉塞行動。
1906年入海軍大學校甲種班第5期，升少佐，畢業後即服務於海軍省軍務局。1909年任駐德武官，升中佐。1912年返國後，任軍事参議官東鄉平八郎海軍大將副官。1913年任筑波號戰列巡洋艦副長，次年回到海軍部，歷任軍令部參謀，海軍省副官，海軍大臣秘書官等。1915年升大佐，1917年任朝日號戰艦艦長，並曾參與1918年英、日聯軍登陸海參崴的戰役。

## 海軍省出仕與海軍大臣
第一次世界大戰結束後，出任駐法武官，其間還兼任造船造兵監督官與和談全權委員隨員。1920年升少將，1921年回國，回海軍省任職。1922年任軍務局局長，1923年12月任第3戰隊司令，1924年4月即回海軍省任次官，升中將。在次官任內，由於並未插手條約派與艦隊派的紛爭而全身而退。1928年任第二艦隊司令，1929年任橫須賀鎮守府司令，1931年升海軍大將，任軍事參議官，旋任犬養毅內閣的海軍大臣。但由於1932年的五一五事件，犬養毅首相被海軍中尉三上卓所率領的襲撃隊刺殺身亡，因此大角引咎辭職，回任軍事參議官。繼任首相的齋藤實海軍大將任命岡田啓介海軍大將為海軍大臣，但由於岡田於1933年1月即達退役年齡，於是大角又回任海軍大臣。因此，岡田的任命被認為是大角政治盤算下的安排，日後受到許多批判。
大角回任海軍大臣後，便將日本海軍中屬於條約派的高級軍官，包括海軍軍令部長谷口尚真海軍大將，軍事参議官山梨勝之進海軍大將，以及寺島健，堀悌吉，左近司政三，坂野常善等海軍中將，用大角自己的名義與以解職，史稱「大角人事」。雖然倒向艦隊派，大角在面對艦隊派的領袖，軍令部次長高橋三吉海軍中將要求戰時需將海軍省的部份權力轉移給軍令部時，卻仍然不願接受。但由於當時軍令部總長為伏見宮博恭王元帥海軍大將（皇族），大角無力抗爭而只好同意。
大角任內以廢棄倫敦海軍條約，以及擴張海軍預算為主要的任務，並毫不掩視其主戰觀點。1935年他與陸軍大臣林銑十郎一同要求議會將國家稅收的一半撥用為戰費，他說：「即便日本國民只能喝稀飯，也要擴建海軍 。」但同時他卻反對日本退出國際聯盟，因為日本有機會獲得南洋島嶼的託管權。原本已與重臣伊東巳代治達成協議，不過因為海軍反對陸軍進占中國熱河省，因此協議破裂，日本最終還是退出國聯。

## 軍事參議官
1935年因1931年的九一八事變而受封男爵，但他之所以受封的理由僅是「事變勃發時的海軍大臣」，這件事受到海軍內部的嘲笑，陸軍部對此事更是憤恨不平。大角後來因1936年時處理二二六兵變時的無能顢頇而辭職下台，任軍事參議官。雖然他本人在海軍內的排序，仍是在伏見宮之下的次席之位，不過1940年伏見宮辭去軍令部總長一職時，是由歷任海軍大臣與聯合艦隊總司令的永野修身接任。大角於1941年初至中國視察，2月5日在前往海南島途中，於廣東黃揚山墜機殞命。

## 死於广东斗门
1941年2月5日清晨，广东省中山县八区斗门大赤坎乡（现珠海市斗门县大赤坎村）黄杨山脉的白鸡山牛轭岭附近大雾弥漫，雾中传来飞机盘旋声。6时许，从黄杨山牛轭岭上传来一声巨响与爆炸闪光，一架日军飞机触山爆炸。当时，斗门属于“半沦陷区”，属于国民政府第七战区挺进第三纵队活动地区。也是中共领导的中山八区游击大队活动地区。“挺三”封锁了坠机现场，搜获到各种物品，通过证件查明坠机上日军9人，为：海军大将大角岑生、海军少将须贺彦次郎、海军中佐角田隆雄、田滨荣一、海军主计中佐莅见忠五郎、副官海军大尉松田秀雄、机长（操纵长）、机枪士等。1941年2月6日出版的当地报纸《四邑民国日报》均报道此事。
2月5日至6日，日军战机低空频繁搜索。2月7日上午，日军经白蕉方向从黄杨河登陆黄杨山，以烧光全村民居、杀光全村村民相威胁，强迫当地乡公所交出日军尸体。最后，乡公所交出9具日军尸体。同日，日军连同在现场附近搜到的1具女尸共10具尸体集中焚烧、超度仪式，然后把骨灰运回，大角岑生骨灰安葬于东京青山灵园。
挺三司令袁带向第七战区报功：“用密集机枪击落日军巨型飞机一架”，1941年2月8日中央社与国内各大报纸也以此报道。国民政府奖励挺三司令袁带10万元，获颁“文虎”勋章、晋升少将。

## 註解
1. ↑  Policy & Rice Gruel （页面存档备份，存于）－Time magazine
2. ↑  目前座機為何墜落仍眾說紛云，日方認定為因飛機失事而殉職，另一說為中國游擊隊所擊落
3. ↑  “揭开黄杨山坠机事件真相－日军海军大将大角岑生殒命珠海斗门”，2010年10月24日《珠海特区报》07版
4. ↑  《斗门县人民武装斗争史》，中共斗门县委党史研究室编，1993年6月版
5. ↑  《珠海文物志》，广东人民出版社，1994年12月版
6. ↑  斗门区党史办2007年10月《斗门区抗战时期人口伤亡和财产损失调研报告》

## 外部連結
- 南支の空に散る[永久] （日語）
- 大角岑生[永久] （日語）